# Metropolia di Adrianopoli

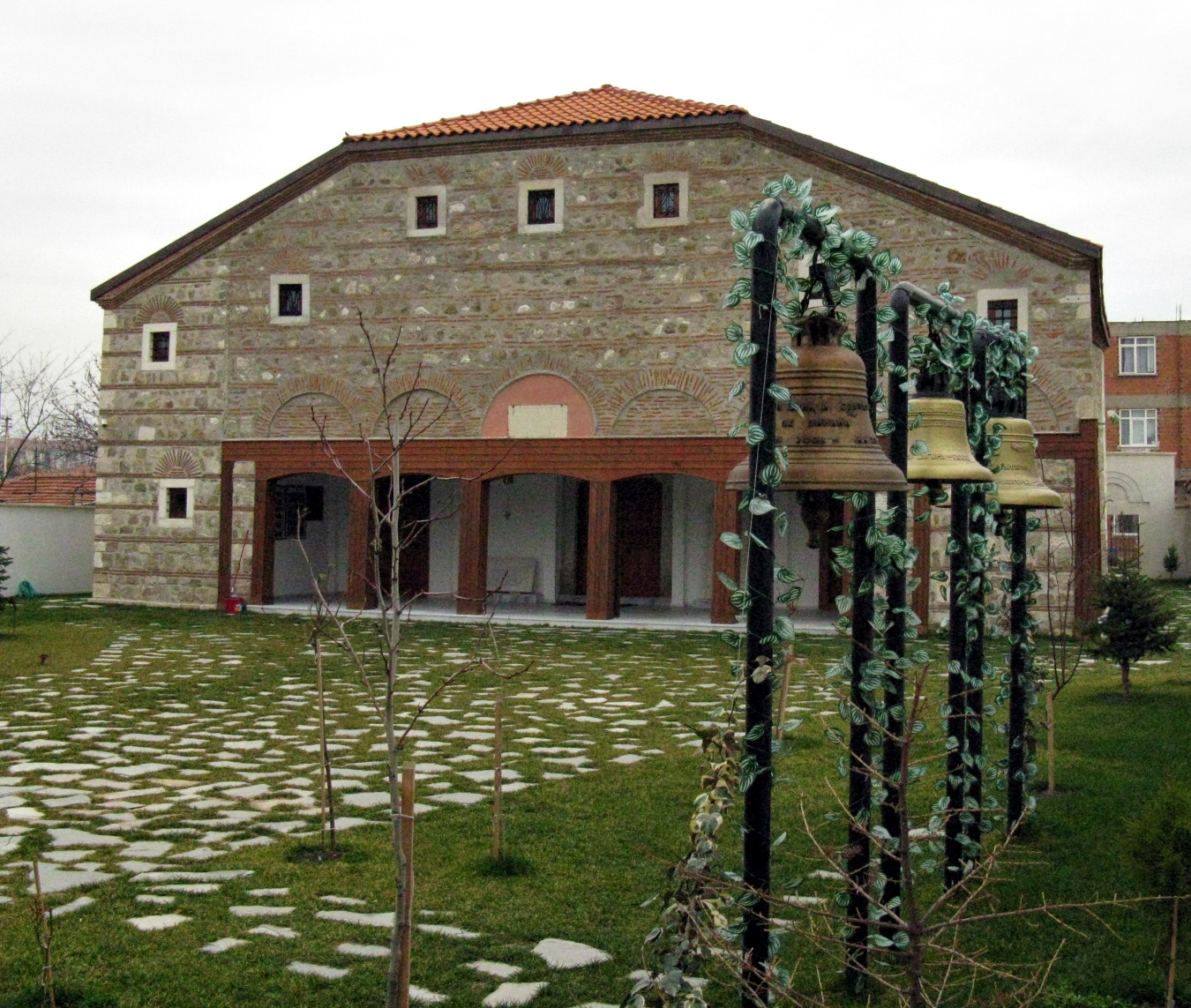
La chiesa dei Santi Costantino e Elena, una delle poche chiese cristiane rimaste a Edirne, di proprietà della Chiesa ortodossa bulgara.

La metropolia di Adrianopoli è una diocesi del patriarcato di Costantinopoli (in greco Ιερά Μητρόπολις Αδριανουπόλεως?, Iera Mitropolis Adrianoupoleos). Costituisce una delle circoscrizioni ecclesiastiche attive del patriarcato in territorio turco, benché quasi completamente priva di fedeli.

## Storia
Adrianopoli, l'odierna Edirne in Turchia, fu una sede metropolitana e capoluogo della provincia romana dell'Emimonto nella diocesi civile di Tracia e nel patriarcato di Costantinopoli.
Incerte sono le origini del cristianesimo a Adrianopoli, e nessun vescovo è noto prima del concilio di Nicea del 325. Il primo vescovo conosciuto è Eutropio, una delle vittime della reazione ariana dopo il concilio niceno, grande oppositore di Eusebio di Nicomedia, che dovette lasciare la sua sede attorno al 330. Anche il suo successore, Lucio, subì la persecuzione degli ariani e morì in carcere.
La sede è documentata in tutte le Notitiae Episcopatuum tra le metropolie del patriarcato, occupando una posizione che varia tra il 12º e il 40º posto nell'ordine gerarchico delle metropolie. Nella Notitia attribuita all'imperatore Leone VI (inizio X secolo), sono attribuite a Adrianopoli 11 diocesi suffraganee: Sozopoli, Agatopoli, Deulto, Trapobyzia, Carabos, Bucello, Probatos, Scopelo, Brisi, Bulgarofigo e Tzoida. Dopo la caduta della città in mano ottomana (circa 1370/1380), il numero delle suffraganee diminuì drasticamente: l'ultima diocesi suffraganea sopravvissuta, quella di Agatopoli, divenne arcidiocesi autocefala nel 1760.
Adrianopoli è una delle poche chiese ortodosse delle quali è stato conservato il Synodicon, testo di carattere storico-dogmatico ad uso liturgico, dove, in particolari occasioni e feste dell'anno, si leggevano pubblicamente i nomi degli antichi vescovi della propria sede di appartenenza e si anatematizzavano gli eretici dell'ortodossia. Il Synodicon di Adrianopoli contiene i nomi di 37 vescovi da Manuele (VIII secolo) a Gerasimo III (XV secolo).
All'epoca delle crociate la città fu occupata da Federico Barbarossa nel 1189, e nel 1206 sottomessa alla tutela di Venezia e governata da Teodoro Brana, un bizantino al servizio dell'Impero latino di Costantinopoli. In questo periodo fu istituita, come altrove nel patriarcato, un'arcidiocesi di rito latino.
Dal XIV secolo i metropoliti di Adrianopoli sono insigniti del titoli di «ipertimo e esarca di tutto l'Emimonto».
Durante la guerra d'indipendenza greca, il metropolita Doroteo Proinos (1813-1821) fu incarcerato e condannato all'impiccagione. Stessa sorte subì anche il patriarca Cirillo VI di Costantinopoli, che dal 1810 al 1813 era stato metropolita di Adrianopoli e che, dimessosi dall'incarico patriarcale, si era ritirato nella sua antica sede.
Verso la metà dell'Ottocento la città e il cantone di Kırklareli, abitato in maggioranza da fedeli ortodossi bulgari, fu amministrata da un vescovo ausiliare di Adrianopoli. Il 7 maggio 1906 questa circoscrizione ecclesiastica fu eretta a metropolia del patriarcato, con il nome di «metropolia di Quaranta Chiese».
All'inizio del XX secolo la metropolia comprendeva circa 60000 fedeli, di cui un terzo a Adrianopoli, con 68 chiese e oltre 100 preti; la popolazione scolastica stimata superava i 10000 ragazzi, distribuiti in un centinaio di scuole.
A seguito del trattato di Losanna, per porre fine alla guerra greco-turca, nel 1923 fu attuato uno scambio di popolazioni tra Grecia e Turchia che portò alla totale estinzione della presenza cristiana ortodossa nel territorio turco della metropolia di Adrianopoli.
L'ultimo metropolita, Policarpo Vardakis, fuggì con i propri fedeli oltre il fiume Evros, che segnava il confine tra Turchia e Grecia, ponendo la propria sede nella località di Kum Tsiflik, ribattezzata Nea Orestiada, oggi semplicemente Orestiada, 26 km. a sud di Edirne; questo territorio faceva parte della metropolia di Adrianopoli, ma si trovava in territorio greco e non turco. La sede ecclesiastica fu rinominata «metropolia di Nea Orestiada». Quando Policarpo Vardakis fu eletto metropolita di Chio nel 1931, la metropolia di Nea Orestiada fu soppressa e il suo territorio annesso a quella di Didimoteicho, che assunse il nome di «metropolia di Didimoteicho e Orestiada».
Con la fine della presenza cristiana ortodossa a Adrianopoli e nel suo territorio (1923), il patriarcato ecumenico di Costantinopoli ha iniziato ad attribuire il titolo di Eraclea a metropoliti non residenti. Dal 18 ottobre 2014 il titolare è Anfilochio Sterghiou, rappresentante del patriarca presso la Chiesa di Grecia ad Atene. Oggi tuttavia la metropolia è censita tra le diocesi attive del patriarcato sul territorio turco.

## Cronotassi

### Periodo romano e bizantino
- Eutropio † (? - circa 330 deposto)
- San Lucio † (circa 330 - circa 348 deceduto)[8]
- Ammon † (prima del 394 - dopo il 400)[9]
- Gregorio I † (prima del 451 - dopo il 459)
- Longino † (menzionato nel 536)[10]
- Giovanni † (menzionato nel 553)
- San Manuele † (prima del 787 - circa 814/815 deceduto)
- Saba † (epoca sconosciuta)
- Anonimo † (epoca sconosciuta)
- Cosma ? † (menzionato nell'869)[11]
- Filippo † (menzionato nell'879)
- Basilio † (fine IX secolo - inizio X secolo)
- Costantino I † (fine IX secolo - inizio X secolo)
- Stefano † (menzionato nel 923 circa)
- Daniele † (X secolo)
- Niceta † (X secolo)
- Costantino II † (X secolo)
- Sergio † (X secolo)
- San Nicola † (menzionato nel 976)
- Agapito † (prima del 1027 - dopo il 1030)
- Giovanni † (prima metà dell'XI secolo)
- Stefano † (prima metà dell'XI secolo)
- Eusebio † (menzionato nel 1054)
- Panterio † (menzionato nel 1072)
- Niceforo I † (menzionato nel 1082)
- Eustazio I † (fine dell'XI secolo)
- Mirone † (inizio XII secolo)
- Marco † (prima metà del XII secolo)
- Leone † (prima del 1157 - dopo gennaio 1170)
- Giorgio † (prima di luglio 1173 - dopo il 1177)
- Cristodulo †
- Eustazio II †
- Teodosio † (XII/XIII secolo)
- Teodoro † (XIII secolo)[12]
- Gerasimo I †
- Germano Markoutzas † (prima di maggio 1250 - 25 maggio 1265 eletto patriarca di Costantinopoli)[13]
- Basilio † (circa giugno 1265 - circa 1278/1282 deposto)[13]
- Teoctisto † (circa 1278/1282 - circa marzo 1283 deposto)[13]
- Arsenio I † (prima di luglio 1293 - dopo il 1307)[13]
- Anonimo † (menzionato nel 1317/1318)
- Ignazio † (prima del 1324 - dopo il 1327)[14]
- Gregorio II † (? - prima del 19 ottobre 1331)[15]
- Giuseppe † (prima del 1344 - dopo il 1347 o 1351)[16]
- Gerasimo II †[17]
- Policarpo I † (circa maggio 1365 - dopo settembre 1379 deceduto)[18]

### Periodo ottomano e turco
- Matteo I † (giugno 1380 - 5 maggio 1391 deceduto)[19]
- Anonimo (o Taddeo) † (prima di maggio 1392 - 1399 deceduto)
  - Sede vacante (circa 1399 - 1401)
- Taddeo (o anonimo) † (dicembre 1401 - dopo il 1412)[20]
- Niceforo II Mellisenos † (dopo circa il 1428)
- Gerasimo III † (menzionato nel 1433)[21][22]
- Manuele † (XV secolo)[23]
- Anonimo (Gerasimo III ?) † (menzionato nel 1443)
- Marco Xylokaravis † (circa 1464/1465 - circa autunno 1466 deposto)[24][25]
- Macario † (menzionato a gennaio 1467)[26]
- Teofane † (menzionato nel 1474)[27]
- Matteo II † (menzionato nel 1499)
- Anonimo † (menzionato nel 1515/1516)
- Gioacchino † (prima del 1528 - 10 agosto 1529 deceduto)
- Gerasimo IV † (menzionato nel 1536)
- Josafat † (prima del 1541 - dopo agosto 1555 eletto patriarca di Costantinopoli)
- Arsenio II † (prima del 1561 - dopo il 1565)
- Geremia † (prima del 1572 - dopo aprile 1580)
- Callisto † (prima di maggio 1583 - 26 aprile 1594 deceduto)
- Antimo † (prima del 1600 - 18 giugno 1623 eletto patriarca di Costantinopoli)
- Partenio II † (giugno 1623 - 1º luglio 1639 eletto patriarca di Costantinopoli)
- Partenio III † (7 luglio 1639 - 8 settembre 1644 eletto patriarca di Costantinopoli)
- Neofito I † (8 settembre 1644 - gennaio 1650 deposto)
- Clemente I † (menzionato a giugno 1650)
- Neofito I † (prima di giugno 1651 - 27 novembre 1688 eletto patriarca di Costantinopoli) (per la seconda volta)
  - Gerasimo Palladas † (maggio 1686 - 25 luglio 1688 eletto patriarca di Alessandria) intruso)
- Clemente II † (prima di maggio 1689 - 1692 dimesso)
- Atanasio I † (1692 - maggio o settembre 1709 eletto patriarca di Costantinopoli)
- Atanasio II † (circa 1710 - dopo il 1718 dimesso)
- Panareto † (menzionato a febbraio 1721)
- Atanasio II † (prima di giugno 1721 - dopo il 1737 deceduto) (per la seconda volta)
- Dionisio † (menzionato a settembre 1739)
- Cirillo I † (menzionato nel 1744)
- Dionisio † (prima di marzo 1746 - dopo agosto 1757) (per la seconda volta)
- Gerasimo V † (menzionato a novembre 1757)
- Dionisio I † (prima di gennaio 1759 - 1º febbraio 1774) (per la terza volta)
- Niceforo III † (prima del 1778 - ottobre 1780 deceduto)
- Callinico I † (prima del 1786 - settembre 1792 eletto metropolita di Nicea)[28]
- Niceforo III † (settembre 1792 - dicembre 1810 deceduto)
- Cirillo II Serbetzoglou † (dicembre 1810 - 4 marzo 1813 eletto patriarca di Costantinopoli)
- Doroteo Proinos † (giugno 1813 - giugno 1821 deceduto)
- Niceforo IV Pilousiotis † (giugno 1821 - 17 novembre 1824 eletto metropolita di Derco)
- Gerasimo VI Frydas † (novembre 1824 - maggio 1830 dimesso)
- Gregorio III † (maggio 1830 - giugno 1840 dimesso)
- Gerasimo VII Tzermias † (giugno 1840 - 15 marzo 1853 eletto metropolita di Calcedonia)
- Cirillo III Kyriakidis † (15 marzo 1853 - 1º maggio 1873 deposto)
- Dionisio II Charitonidis † (1º maggio 1873 - 14 novembre 1880 eletto metropolita di Nicea)
- Neofito II Papakonstantinou † (14 novembre 1880 - 23 gennaio 1886 dimesso)
- Dionisio II Charitonidis † (23 gennaio 1886 - 23 gennaio 1887 eletto patriarca di Costantinopoli) (per la seconda volta)
- Matteo III Petridis † (28 febbraio 1887 - 3 gennaio 1890 deposto)
- Cirillo IV Dimitriadis † (3 gennaio 1890 - 26 agosto 1908 dimesso)
- Callinico II Georgiadis † (26 agosto 1908 - 12 agosto 1910 eletto metropolita di Calliopoli)
- Policarpo II Vardakis † (12 agosto 1910 - 12 febbraio 1931 eletto metropolita di Chio)
  - Sede vacante
- Damasceno Papandreou † (20 gennaio 2003 - 5 novembre 2011 deceduto)
- Anfilochio Sterghiou, dal 18 ottobre 2014